# FIM-92 Stinger
El FIM-92 Stinger es un misil tierra-aire guiado por infrarrojo diseñado en los Estados Unidos y utilizado por todos los servicios armados de este país, entró en servicio en 1981. 
Es fabricado por Raytheon Missile Systems y también bajo licencia de EADS en Alemania en donde es llamado Fliegerfaust 2, recordando el primer dispositivo portátil antiaéreo del mundo creado por los alemanes, el Fliegerfaust. 

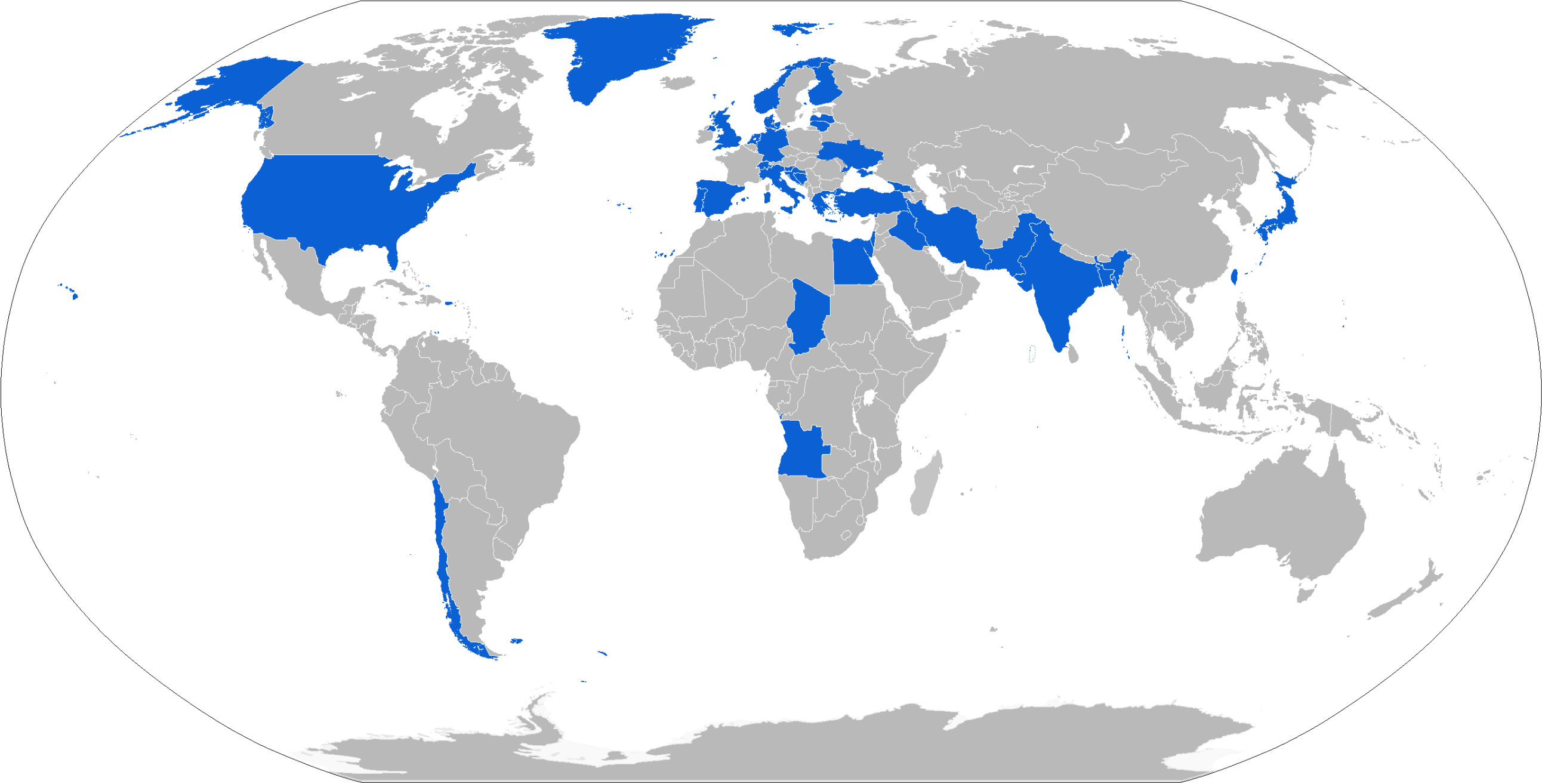
Mapa con operadores FIM-92 en azul

## Funcionamiento
Es un misil misil tierra-aire pasivo que puede ser lanzado desde el hombro por un solo operador, aunque oficialmente requiere dos, puede atacar naves aéreas a una distancia de 5500 m y  alturas de 3800 m. También puede ser lanzado desde un vehículo M-1097 Avenger entre otros. El misil mide 152 cm de longitud y 70 mm de diámetro con aletas de 100 mm. El misil por sí solo pesa 10,1 kg mientras que el lanzador armado con su proyectil pesa 15,2 kg.
El misil es lanzado por un pequeño motor de eyección que lo empuja a una distancia segura del operador antes de activar el motor principal de dos fases de combustible sólido el cual lo acelera a una velocidad máxima de Mach 2,2 (750 m/s). La cabeza de 3 kg actúa por impacto y tiene un temporizador de autodestrucción.
Existen tres variantes principales en uso: una versión básica inicial, la de técnica perseguidora pasiva óptica (POST) y la de microprocesador reprogramable (RMP). Este último es llamado así por la posibilidad de cargar firmware vía un chip ROM insertado en la empuñadura. Tiene un detector dual, sensible al espectro infrarrojo y al ultravioleta, lo que le permite distinguir el blanco de los señuelos.

## Historia

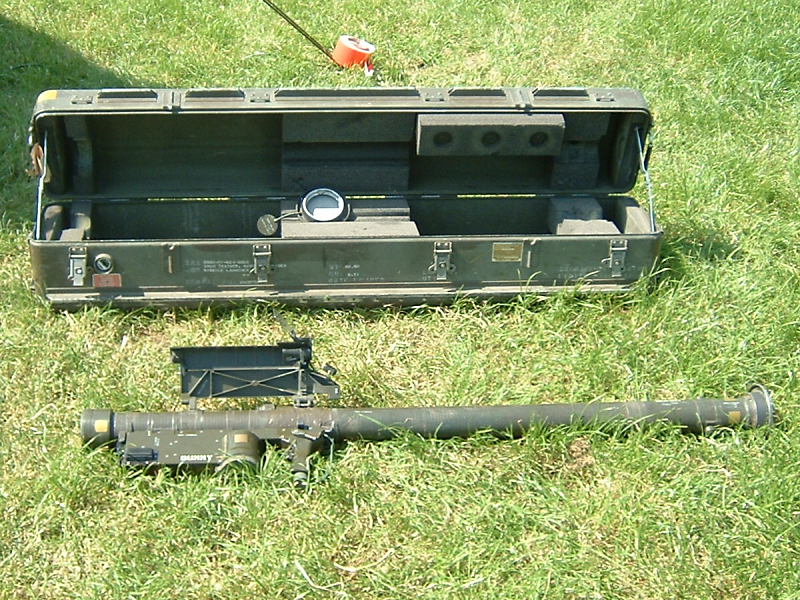
Un Stinger inerte para entrenamiento, junto a su caja.

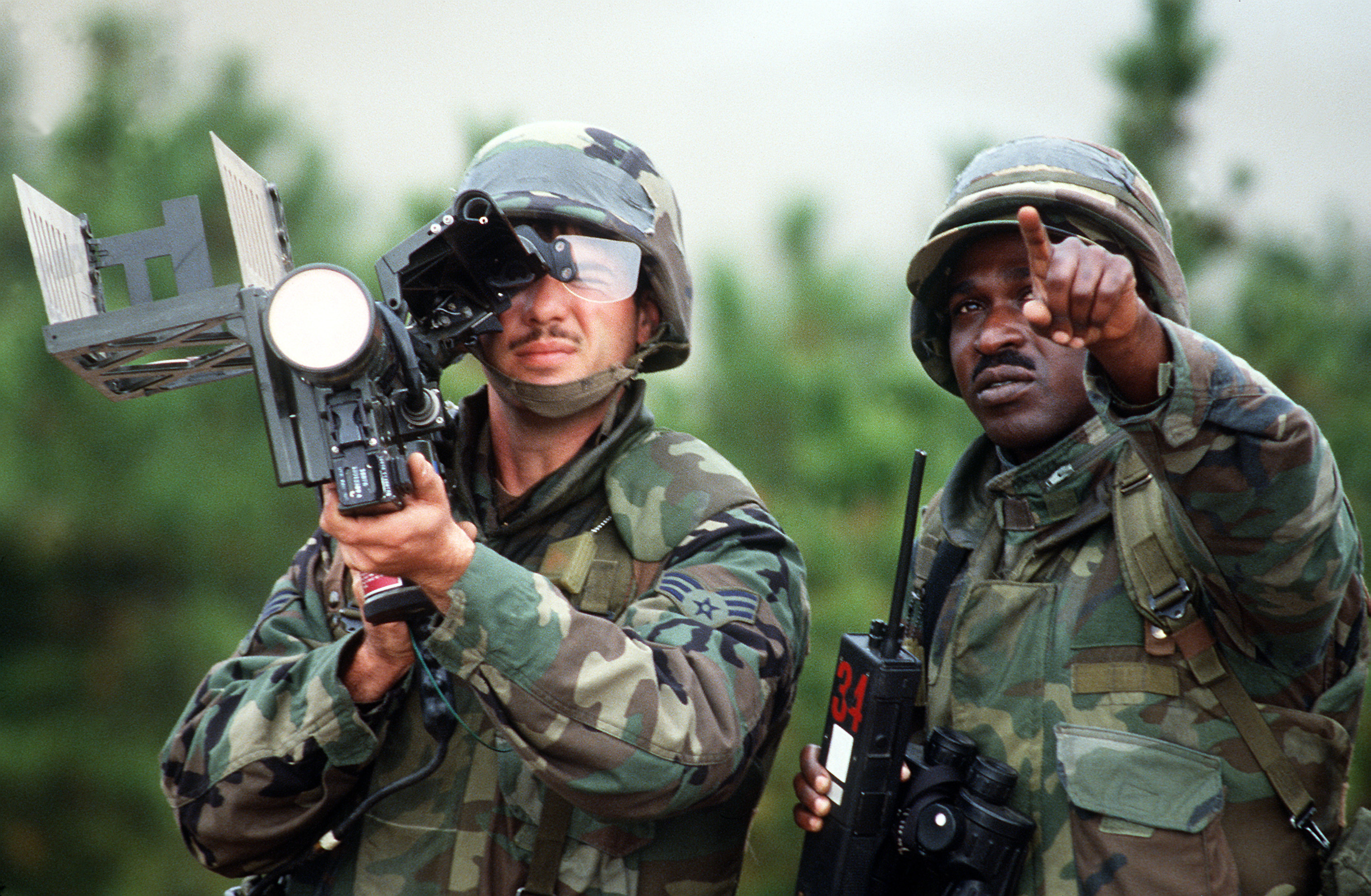
M134 Stinger Tracking Trainer con antena IFF desplegada

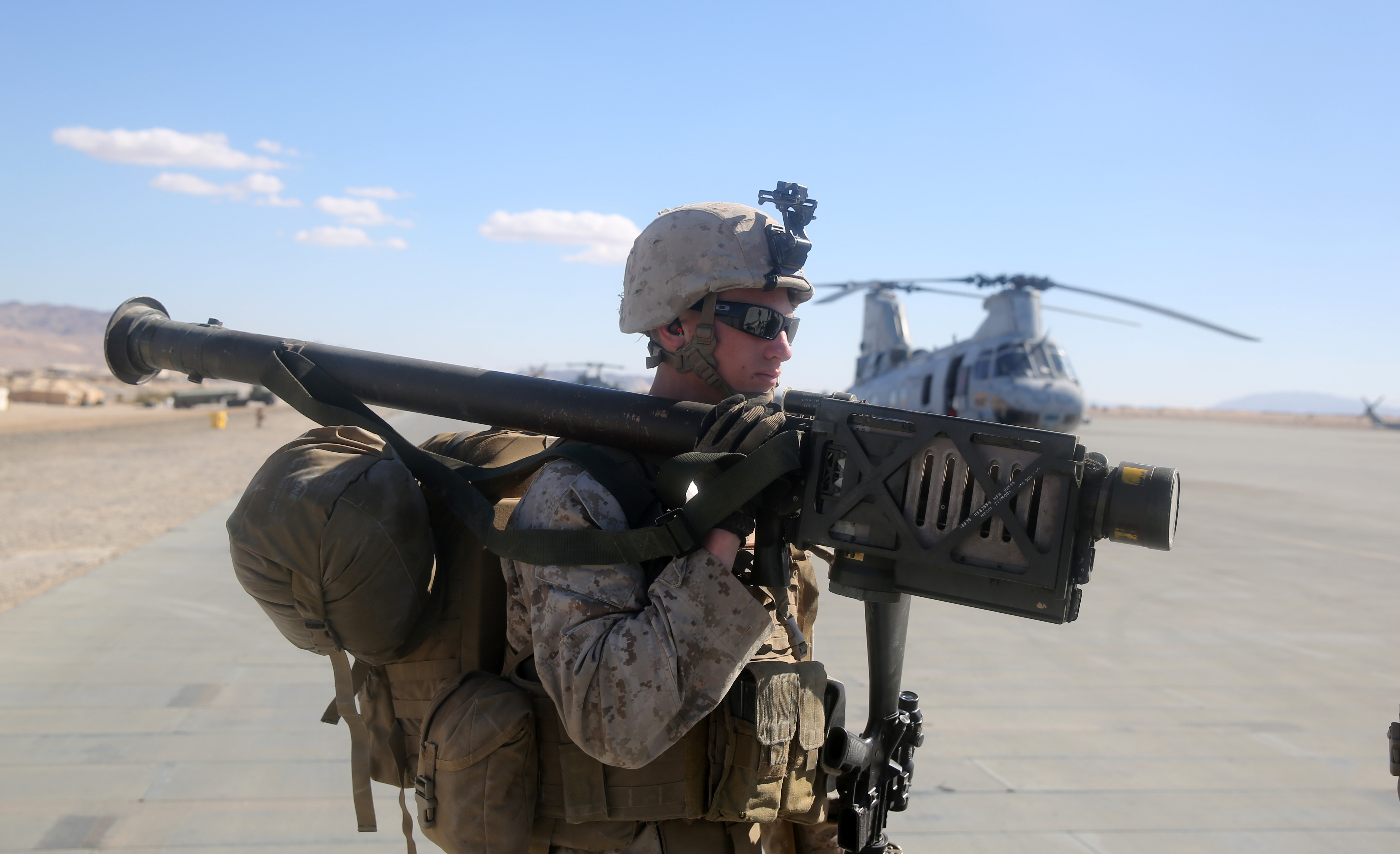
Lanzador con antena IFF plegada

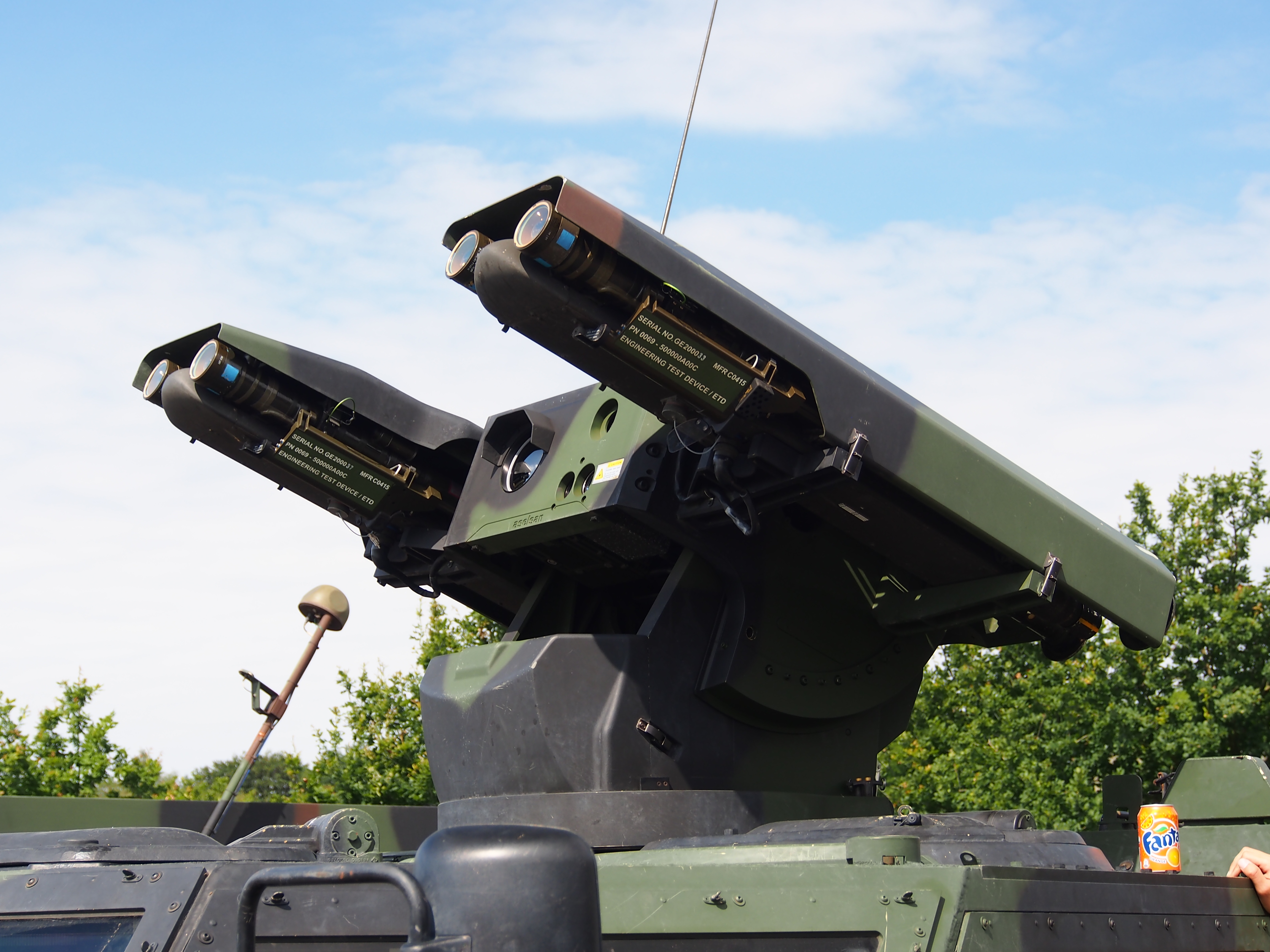
Torreta de misiles Stinger de un vehículo Fennek de las Fuerzas Armadas de los Países Bajos en 2014.

### Versiones
El sistema de defensa aérea portátil FIM-92 Stinger se desarrolló durante casi 10 años como reemplazo delFIM-43 Redeye, el primer MANPADS de EE. UU. Los trabajos de lo que acabaría siendo el nuevo misil se iniciaron en la empresa General Dynamics en 1967 bajo el nombre de Redeye II. El diseño fue aceptado para su posterior desarrollo en 1971 y redesignado FIM-92. La designación Stinger fue decidida en 1972.
Debido a las dificultades técnicas que siguieron a la fase de prueba, el primer lanzamiento no tuvo lugar hasta 1975. La producción del FIM-92A comenzó en 1978 para reemplazar al misil FIM-43 Redeye. Una versión mejorada del Stinger, con una nueva ojiva de búsqueda, el FIM-92B, se introdujo a partir de 1983. la producción de los modelos A y B, terminó en 1987 con unos 16 000 misiles producidos.
El nuevo FIM-92C fue desarrollado a partir de 1984, y su producción comenzó en 1987. Los misiles Stinger del Tipo C estaban equipados con un sistema electrónico reprogramable para permitir su actualización. El misil contó con mejoras para contramedidas, siendo designado D, y las actualizaciones posteriores del D fueron designadas G. 
El FIM-82E o bloque I fue desarrollado a partir de 1992 y entró en servicio a partir de 1995. Los principales cambios eran los nuevos sensores y el software mejorado. Todo ello optimizaba la eficacia del misil contra objetivos más pequeños y con una firma térmica más baja. Una actualización de software fue designada F. 
El desarrollo del Bloque II comenzó en 1996 utilizando un nuevo sensor de matriz de plano focal para mejorar la efectividad del misil en entornos confusos y aumentar el alcance de combate a aproximadamente 7600 m.

### Empleo en combate
En 1981 las tropas americanas en Alemania comenzaron a recibir misiles Stinger. En EE. UU. la 82adivisión aerotransportada empezó a recibirlos en1982.
El debut en combate se produjo durante la Guerra de las Malvinas. Los soldados del Servicio Aéreo Especial británico habían recibido como regalo seis misiles, a pesar de tener poca instrucción en su uso. El único miembro del SAS entrenado en el manejo y que debía entrenar a otras tropas, murió en un accidente de helicóptero el 19 de mayo. El 21 de mayo un soldado del SAS derribó un avión argentino Pucará con un Stinger.
Desde 1984, el Stinger fue destinado a muchos buques de guerra de los Estados Unidos para su defensa, particularmente en Oriente Medio. 
La CIA ayudó a proporcionar alrededor de 500 misiles (algunas fuentes afirman que 1500) a las guerrillas que luchaban contra las fuerzas soviéticas en Afganistán. En diciembre de 1986, tres meses después del envío de los primeros misiles Stinger, los afganos derribaban un avión al día de media, según cálculos de EE. UU. Se dice que el Stinger derribó casi 300 aeronaves rusas, incluidos muchos helicópteros Mil Mi-24 Hind, antes de que la URSS se retirara de Afganistán en 1989. Durante meses las unidades de fuerzas especiales soviéticas buscaron hacerse con los misiles para analizarlos y diseñar contramedidas. Se cree que se capturaron varios misiles intactos. Antes del Stinger, los afganos ya habían empleado misiles Strela-2M, Redeye y Blowpipe británico. Sin embargo, al ser obsoletos no eran muy efectivos. En 1984 se realizaron 62 lanzamientos, que lograron derribar solo cinco aviones.
Además la administración Reagan suministró misiles a los combatientes anticomunistas de UNITA a finales de los años ochenta. El uso de misiles Redeye, Sa-7 y Stinger obligaron a los Mig-23 y Mig-21 a volar más alto en misiones de ataque. El número de Stinger donados a UNITA no fue tan alto como en Afganistán, pero aun así los Stinger derribaron varios Mig, helicópteros y aviones de transporte.
En todos estos casos EE. UU. no escatimó en esfuerzos por recuperar los misiles después del fin de la guerra. Según especulaciones, la razón por la que los Stinger no se utilizaron en ataques es que las baterías necesarias para operarlos se agotaron. Después de la retirada de la URSS, 16 misiles terminaron en Irán, que luego copió la tecnología.
El gobierno de Chad recibió misiles Stinger cuando Libia invadió la parte norte del país. El 8 de octubre de 1987 un Su-22MK libio fue derribado por un FIM-92A. Durante la operación de rescate posterior un MiG-23MS libio fue derribado por otro Stinger. 
El ejército francés utilizó en Chad 15 lanzadores y 30 misiles comprados en 1983. El 35º Regimiento de Artillería de Paracaidistas realizó un disparo fallido durante un bombardeo libio contra un Tu-22 libio el 10 de septiembre de 1987. El primer derribo fue un avión de transporte Hércules, que se cree podría ser de la CIA y haber sido derribado por error, el 7 de julio de 1988.
Los Tigres Tamiles de Sri Lanka lograron adquirir varios Stingers en el mercado negro. Los utilizaron al menos una vez, derribando un Mi-24 de la Fuerza Aérea el 10 de noviembre de 1997.
En la Guerra Civil de Siria, Turquía suministró a los rebeldes misiles FIM-92 Stinger.

### Armas similares
- Misil Starstreak
- KP-SAM Shingung
- 9K38 Igla
- 9K32 Strela-2
- 9K34 Strela-3
- MBDA Mistral
- RBS-70

### Listas relacionadas
- Anexo:Tabla comparativa entre sistemas de defensa aérea portátiles